# 波音2707
波音2707（英語：Boeing 2707）是美國波音公司首次開發的超音速客機計畫，也是美国历史上至今唯一一种由美国政府直接主导、出资的民航客机研发项目。
1960年代，世界卷起了超音速客机的浪潮，美国也不甘落后，由美国政府主导研制美国的超音速客机，与研制军用飞机的程序相同，国家招标、厂商竞标、国会拨款，波音公司在竞标中赢得合約后，波音在西雅圖開始飛機的設計工作。但至1970年代，因反对超音速客机的声音骤起、研制时遇到技术困难、缺乏明確的市場需求等因素，政府最终在1971年撤销了对这个项目的资金投入，在2架原型机完成之前就中止了整個計畫。

## 发展历史

### 背景
上世紀50年代(1950)开始，英國、法國、美國都相继开始研發超音速客機。美国波音公司也在1952年起开始对超音速客机展开研究工作，1958年起成立常设的研究委员会，至1960年波音已经投放了超过一百万美元的资金。这个超音速客机研究小组提出了多个早期方案，项目代号733。波音最初的方案虽然多，但都不外乎是采用无尾大后掠三角翼的传统设计。但到了1950年代末波音公司在竞标实验性战术战斗机（Tactical Fighter Experimental，TFX）开始研究可变后掠翼，虽然波音最后败于通用动力公司的F-111战斗轰炸机，但波音在参与TFX研发过程中对可变后掠翼的设计累计了大量经验。波音对可变后掠翼的兴趣有增无减，随后一个采用可变后掠翼的超音速客机新设计方案又被提出，至1960年，在波音公司的内部竞争中，一种采用可变后掠翼、可载客150人进行跨大西洋飞行的超音速客机方案最终脱颖而出，成为波音的主流设计。
1962年中，在一次英国飞机公司和法国南方飞机公司之间的试探性会谈中，双方透露出共同发展超音速客机的意向；与此同时苏联也启动了图-144超音速客机的研发计划；至同年11月，英法政府正式签署协议，共同开发协和飞机。来自欧洲、苏联的超音速客机浪潮无疑是对美国的挑战，尽管当时美国飞机（如波音707、道格拉斯DC-8等）已经迅速占据欧洲民航客机市场的大量份额，但由于超音速客机在当时被视为未来航空运输的发展方向，美国人也担心起步落后会在未来的超音速客机市场失去主导地位。因此，美国太空总署也在1962年启动了“超音速航空运输”（Supersonic Commercial Air Transport，SCAT）计划，自行研究超音速客机。

### 国家主导

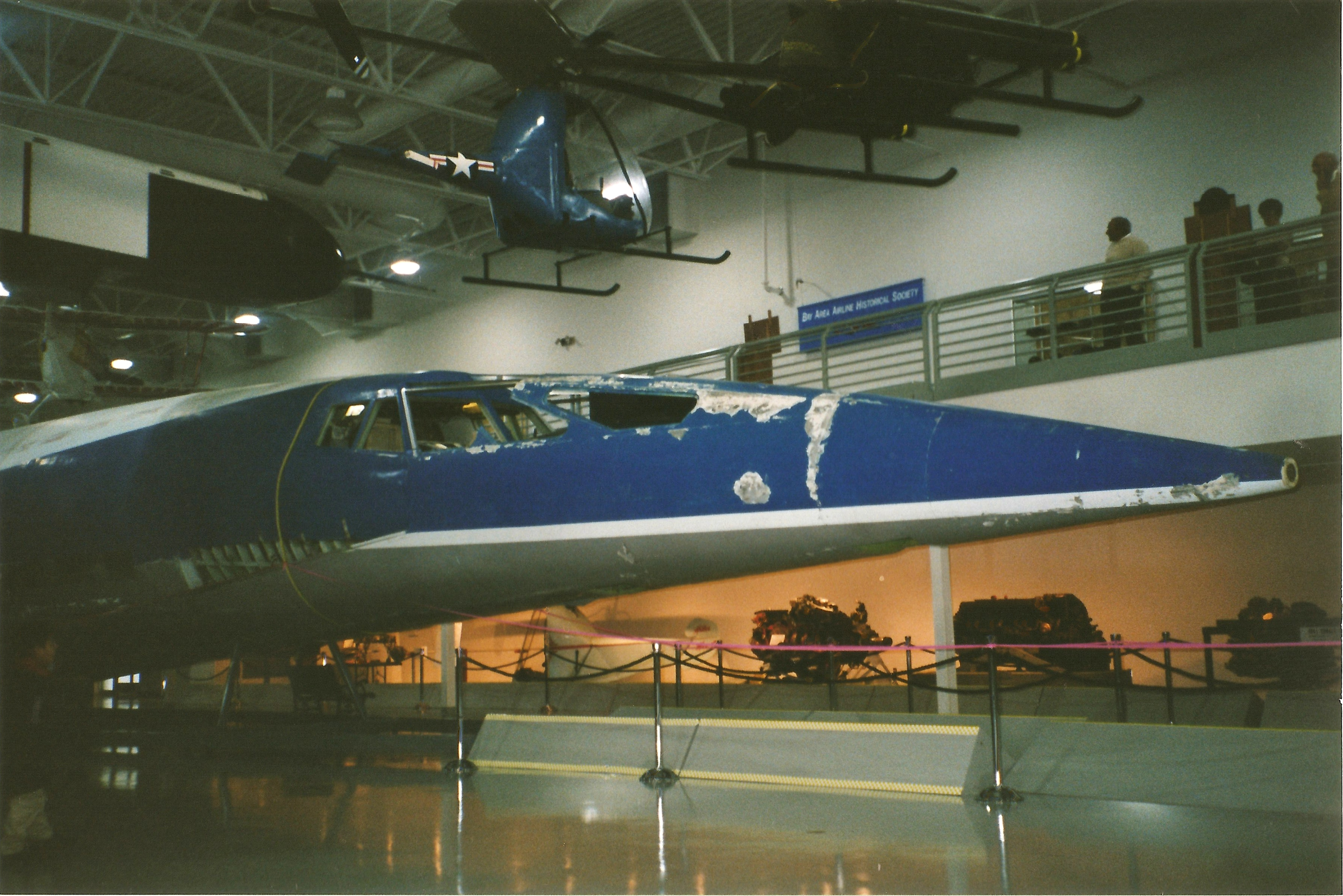
存放在希勒航空博物館的波音2707實體模型組件。

1963年6月5日，时任美国总统肯尼迪正式成立“国家超音速客机计划”（National Supersonic Transport，NST），并承诺美国政府将资助超音速客机研制经费的75%。当时的美国联邦航空局局长納吉布·哈拉比（Najeeb Halaby）认为设计一种与协和飞机相若的超音速客机会导致正面直接竞争，不利于抢占市场，因此他设定了一个技术更先进、要求更高的超音速客机设计目标。因此，美国的超音速飞机必须比协和飞机更大、载客量更高、速度更快。当时拟定的技术指标为载客250人，飞行速度为2.7—3.0马赫（约3000公里/小时），并需要达到7200公里（4500英里）的洲际航程。
协和飞机选择2.02马赫作为其最高巡航速度，这是由飞机的机体材质决定的。飛機在超音速飛行時，空氣壓力和摩擦力會使飛機表面加熱，温度可高达120度以上，而速度越快，温度也越来越高，经试验证明，2.02马赫已经是硬铝的高温极限。英国布里斯托飞机公司曾考虑使用不锈钢作为超音速客机的机体材质以令最高速度提升至3.0马赫，并试制了三架布里斯托188试验机研究气动加热问题，但事实证明不锈钢飞机的重量大，生产技术要求高，而且造价过高，其经济性非民航机用户所能承担。然而，美国在这方面经验丰富，当时已研制成了XB-70轰炸机，虽然本质上XB-70是一架战略轰炸机，但其大小、结构上已经和中型超音速客机相若。XB-70具有于23,600公尺高空以3.0马赫（3,200公里/小时）超音速巡航的能力，机体大部分均以不锈钢制造。
超音速飞机的设计要求相继发往美国各主要飞机制造商，其中机身及发动机分开两部飞竞标。机身部分的竞争厂商包括波音、洛歇、北美航空，而发动机则有柯蒂斯-萊特公司、普惠公司和通用电气公司。当时美国联邦航空局乐观预计至1990年航空市场将需求约500架超音速客机，虽然美国的超音速客机尚未定型，但已经接到航空公司的订单。

### 竞争
各公司的原型设计在1964年1月15日递交予美国联邦航空局。波音公司的方案仍然与1960年决定的“波音733”可变后掠翼超音速客机设计基本相同，正式官方名称为波音733-197，但波音同时也对新飞机创造了两个新名称，一是1966型（1966 Model），二是波音2707（Model 2707）。后者是最广为大众所知的名称，而波音公司继续使用733作为项目代号。波音2707的外观与后来的B-1轰炸机十分相似，但波音2707的四具发动机以独立吊舱形式分开下挂在机翼下方，而非像B-1轰炸机般的两具一组方式。
而波音的对手方面，北美航空提出了NAC-60（North American NAC-60）方案，无非就是一种放大了的XB-70轰炸机，但对机头头锥重新设计，并使用了新的复合三角翼，而设计也保留了XB-70的前鸭翼。洛歇的CL-823（Lockheed CL-823）方案则像放大了的协和飞机，但四具发动机以独立吊舱形式分开装置。美国联邦航空局为缩小选择范围，经评选后北美航空NAC-60和柯蒂斯-萊特的发动机首先出局，仅剩下波音和洛歇双方竞争，并被容许随意选择使用余下两家公司的发动机。1964年11月，联邦航空局进行第二次评选，此时波音已经进一步改进了设计，规模在波音733-197的基础上扩大，载客量增加至250人，称为波音733-290。为了让发动机喷流发挥最大效率，4具发动机被移到较后的位置，放置在水平尾翼的下方。当机翼向后收合后，机翼和水平尾翼将接合，形成一整片的三角翼。
至此时，联邦航空局开始要求两家公司提供有关方案更加详细的资料，以便于当局在1966年的最终评选。随后波音再度扩大飞机规模，发展成载客量达300人的波音733-390（波音2707-100）。至1966年9月，波音和洛歇均公开展示了其方案的全尺寸木制飞机模型，最终在1966年12月31日，联邦航空局宣布波音采用通用电气GE4涡轮喷气发动机的波音733-390方案胜出，而洛歇L-2000和普惠的JTF17涡轮风扇发动机落选。

### 改进设计
波音2707-100也是一架先进、前卫的飞机，事实上它是历史上最早的宽体客机设计之一，机舱内采用双走道的2—3—2座位排列方式，舱内空间比当时其他正在营运的民航机都要大。在波音展示的模型内，舱内座位上方设有随身行李空间，飞机内也有大型行李舱。在设有247个座位的游客舱内，每隔六排座位就装有一台可伸缩的电视娱乐系统。在设有30个座位的头等舱内，每对座椅之间的扶手均装有小型电视。飞机的窗户实际大小约6吋，但舱内的内窗却加大成12吋，给予乘客想象的空间。
波音公司曾预计，假如一切顺利，超音速客机的原型机可以在1967年初开始建造，1971年初首飞。而生产型飞机可在1969年初开始建造，1972年末试飞，并在1974年中可取得适航证。
波音又提出了新方案，称为波音2707-200，其最重要改进是在机首两侧增加了两片前鸭翼以改善低速时的操纵性，但同时这又进一步增加了额外的重量。随后，波音公司又在设计机翼时遇到了麻烦。至1968年10月，经联邦航空局的评估后，波音公司被迫放弃原来的可变后掠翼设计，恢复到传统的带水平尾翼的固定三角翼设计，规模上也有所减小，载客量减低至234人，这个方案称为波音2707-300。波音在1969年9月又制造了一架木制模型，并开始进行两架原型机的制造工作，而此时已经较原预计进度落后两年。

### 环境忧虑
1960年代末期的形势对超音速客机变得更加不利，公众对环境保护、反对超音速飞机造成音爆的抗议越来越激烈。环境保护者是当时最有影响力的群体之一，他们主要的抗争理由是超音速客机起降和音爆的噪音，以及超音速客机在高空飞行而对臭氧层的破坏。后来又有一个超音速客机影响环境的理据出现，麻省理工学院证实，发动机排放的氮氧化物也会破坏臭氧层。
美國人对超音速飞机造成音爆的恐惧和强烈抗议是一个重要的转捩点。一名反对超音速客机的美国物理学家，威廉姆·舒克利夫（William Asahel Shurcliff），编写和发布了一本名为《超音速客机与音爆手册》（SST and Sonic Boom Handbook）的书籍之后，指出超音速客机每一次飞行都会造成一个长2000英里、宽50英里的音爆区（bang-zone）。1965年，超音速XB-70轰炸机在一次试验中接近奧克拉荷馬市，即使其音爆区最宽只有16英里，但已经造成严重影响，当局事后收到了来自当地居民的9,594个关于音爆造成房屋损坏的投诉，其中有4,629个投诉正式提出索偿，但最终只有229个个案获得总共12,845.32美元的赔偿。
随着反对声音的扩大，反对者所声称的超音速飞机负面影响越来越多，也越来越不可思议，例如会影响公众工作、导致精神問題、危害精神病患者、甚至流产，但实际上反对者提出的这些指控并拿不出什么有效的证据。例如有人指由发动机排放到平流层的水蒸气会不断累积并包围地球造成“全球昏暗”（global gloom）。美国环保局第一任局长、世界自然基金会名誉主席罗素·埃勒尔·特雷恩（Russell Errol Train）认为，如果有500架超音速客机每天长时间飞行在65,000呎高空，过若干年后平流层的水分含量将大幅增加约50%至100%，造成地表热量累积，和妨碍臭氧形成。
左翼政党也藉此机会大举批评政府，除了出于对环境的忧虑，左翼也不满政府投放大量资金支援商用飞机的研发工作。因此，反超音速客机运动（Anti-SST campaign）主要由民主党参议员威廉·普罗克斯迈尔（William Proxmire）领导，他视此运动为抗议政府胡乱花费的斗争。
面对各方的反对声音，联邦航空局局长哈拉比坚持己见，试图忽略这些声音，他指出：
|                          | The supersonics are coming−as surely as tomorrow. You will be flying one version or another by 1980 and be trying to remember what the great debate was all about. （中译）超音速时代即将来临，就如明天必將降臨。到了1980年，您将会乘坐着这种（波音2707）或另一种（超音速客机），并尝试回忆起（当时的）激烈辩论是怎样一回事。 |
| ——納吉布·哈拉比 ，1970年 | |

### 终止拨款
1971年3月，尽管美国超音速客机计划受到时任总统尼克松大力支持，但美国参议院否决了进一步拨款。支持者为了延续这项计划，打着“为了一架美国超音速客机的国家委员会”（National Committee for an American SST）的旗号，呼吁支持者每人捐款1美元以实现这个理想。随后来自各地航空爱好者的信件像雪片飞来，总共收集到近一百万美元的捐款。而工会由于担心越战和阿波罗计划的结束会给美国航空工业带来新一次的萧条并引起失業，因此也支持超音速客机计划继续进行。时任美国劳工联合会和产业工会联合会主席乔治·米尼（George Meany）认为，美国起步较晚，在发展第一代超音速客机时已失去优势，但美国应该尽快准备进入第二代（1980年代至1990年代的超音速客机）的竞争。
尽管分歧仍然很大，美国国会仍如期于1971年5月20日正式举行有关是否终止超音速客机计划拨款的投票，而这是一次极具争议的投票。共和黨领袖杰拉尔德·福特引用乔治·米尼的论点：如果你给予超音速客机一票，您正是在保证现在的13,000个职位和二线的50,000个职位，以及未来十年内每年150,000个职位。而领导反对阵营的薛尼·耶茨（Sidney Yates）更要求举行一轮公民投票。最终美国国会在215票反对拨款、204票支持的情况下，决议终止超音速飞机计划的拨款。
而在波音2707超音速客机计划结束之时，美国政府和波音公司已经投资了超过10亿美元，当时波音2707拥有来自26家航空公司的122架订单，协和飞机则有来自16家航空公司的74架订单。波音正在建造的两架原型机也无法完成，同时由于波音也失去了部分政府合约，民用航空市场也适逢降温，波音公司不得不裁员60,000人以维持经营，因此波音2707也被舆论戏称为“几乎吃掉西雅图的飞机”（The airplane that almost ate Seattle）。

## 航空公司订单
| - 爱尔兰航空（2架） - 加拿大航空（6架） - 法國航空（6架） - 印度航空（2架） - Airlift International（1架） - 意大利航空（6架） - 美國航空（6架） | - 英國海外航空（6架） - 布兰尼夫国际航空（2架） - 加拿大太平洋航空（3架） - 美國大陸航空（3架） - 達美航空（3架） - 美國東方航空（6架） - 以色列航空（2架） | - 西班牙國家航空（3架） - 日本航空（5架） - 荷蘭皇家航空（6架） - 汉莎航空（3架） - 西北航空（6架） - 巴基斯坦国际航空（2架） - 泛美航空（15架） | - 澳洲航空（6架） - 環美航空（1架） - 環球航空（12架） - 聯合航空（6架） - 世界航空（3架） |